# Sarthe (megye)
Sarthe (IPA: [saʁt]) a 83 eredeti département egyike, amelyeket a francia forradalom alatt 1790. március 4-én hoztak létre.

## Elhelyezkedése
Franciaország Loire mente régiójában található megyét keletről Eure-et-Loir és Loir-et-Cher, délről Indre-et-Loire és Maine-et-Loire, nyugatról Mayenne, északról pedig Orne megyék határolják.

## Települések
A megye jelentősebb települései és népességük 2011-ben:

| Település        | Népesség |
| ---------------- | -------- |
| Le Mans          | 143 240  |
| La Flèche        | 15 087   |
| Sablé-sur-Sarthe | 12 466   |
| La Ferté-Bernard | 9 235    |
| Mamers           | 5 473    |

## Galéria

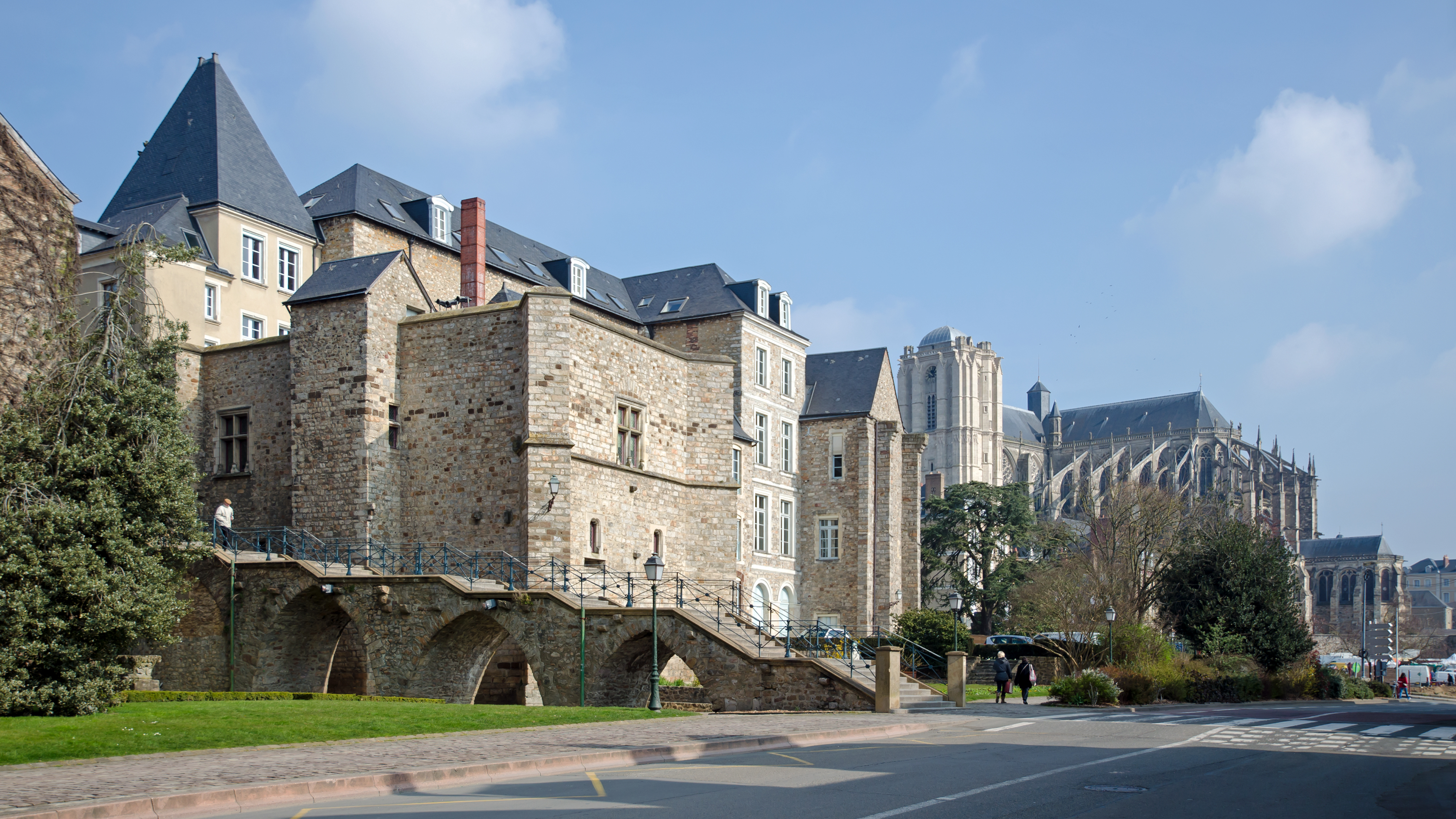
Le Mans
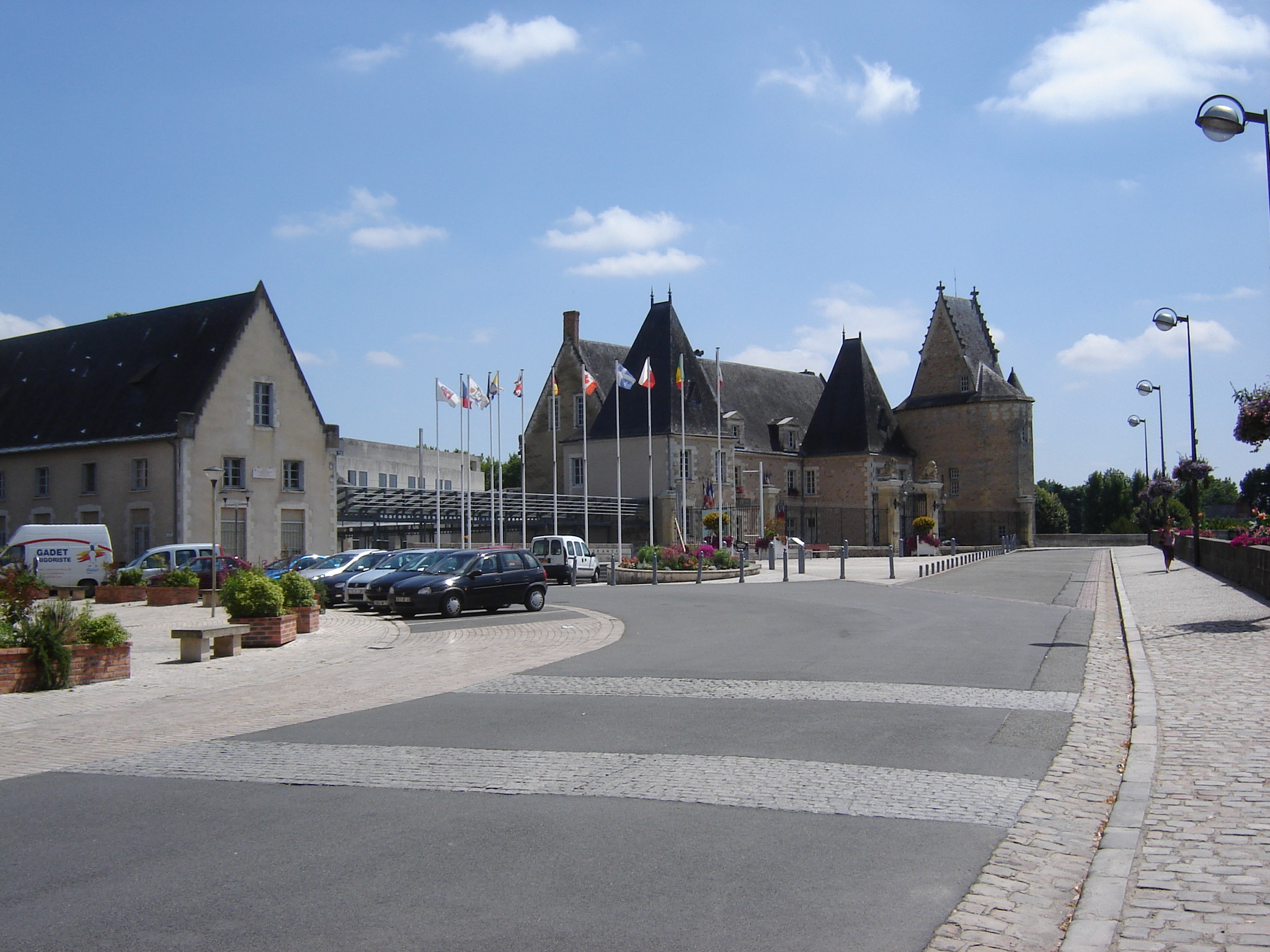
La Flèche
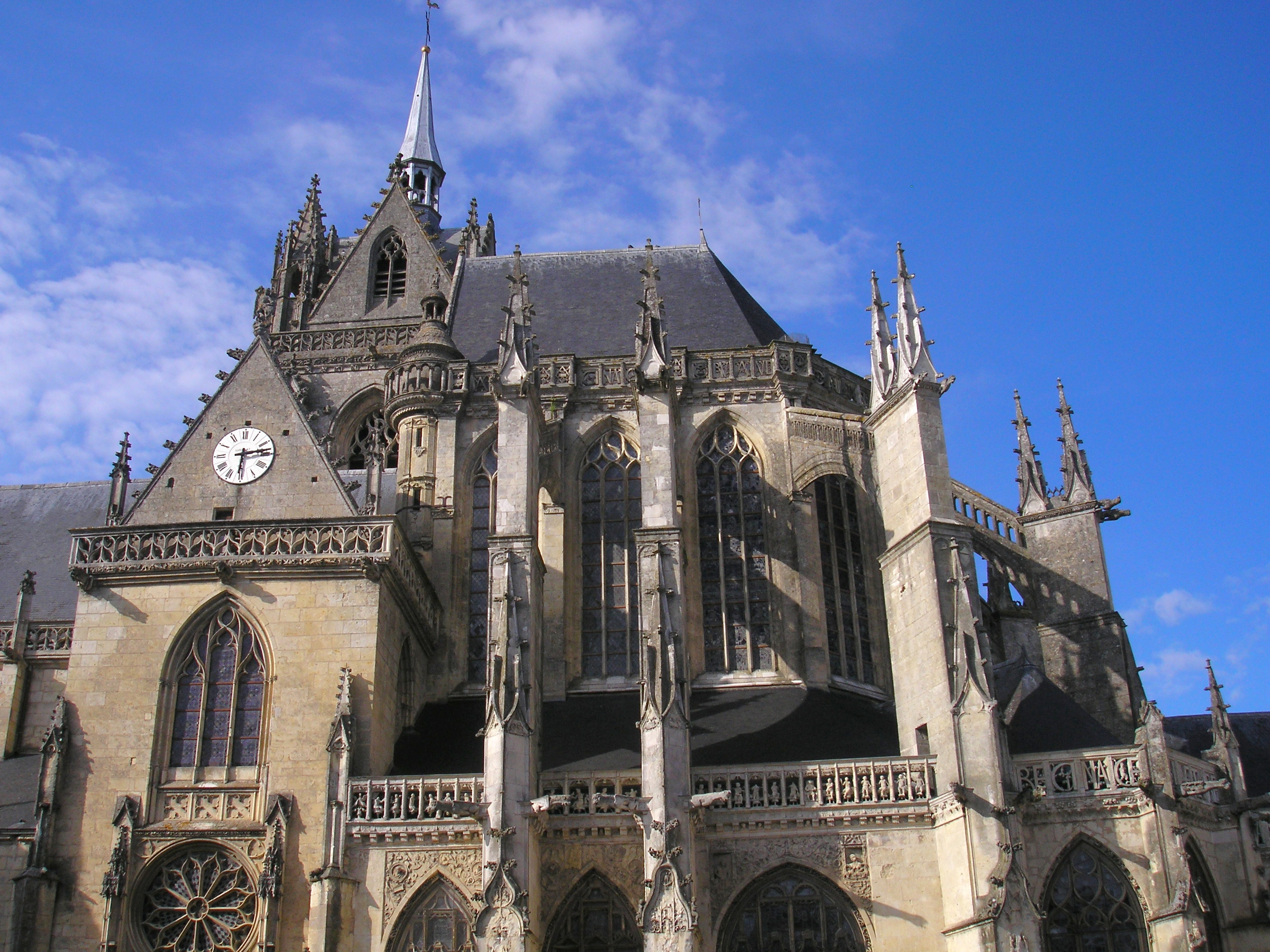
La Ferté-Bernard